# Rioseco de Soria
Rioseco de Soria – gmina w Hiszpanii, w prowincji Soria, w Kastylii i León, o powierzchni 50,02 km². W 2011 roku gmina liczyła 136 mieszkańców.